# 이마쓰노촌
이마쓰노촌(今津野村)은 일본 히로시마현 미쓰기군에 설치되었던 촌이다. 현재의 오노미치시의 일부에 해당한다.